# Ahmed Khalil
Ahmed Khalil Sebait Mubarak Al-Junaibi (Sharjah, 8 de junho de 1991) é um futebolista profissional emiratense que atua como atacante. Joga pelo Shabab Al Ahli.

## Carreira
Ahmed Khalil fez parte do elenco da Seleção Emiratense de Futebol da Olimpíadas de 2012.

## Prêmios
- Futebolista Asiático do Ano: 2015